# Martin Plaa
Martin Plaa, född 1901[källa behövs], död mars 1978 vid 77 års ålder, var en professionell tennisspelare från Frankrike, framgångsrikast i början av 1930-talet.

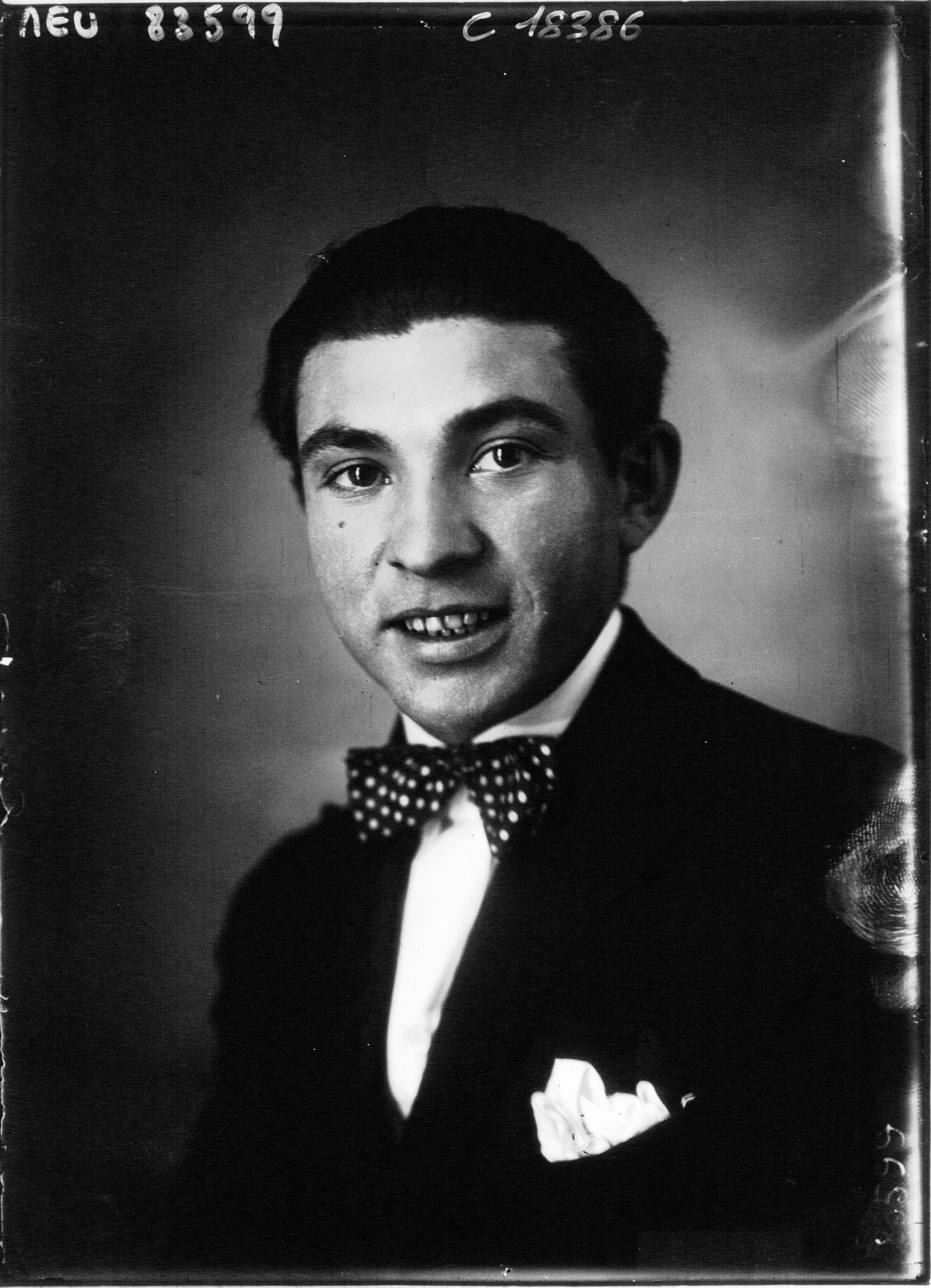
Martin Plaa 1920

## Tenniskarriären
Martin Plaa fungerade under några år i slutet av 1920-talet (osäker tidsangivelse) som det vid den tiden mycket framgångsrika franska Davis Cup-lagets tränare. Under de första åren av 1930-talet hörde Plaa själv till den yttersta världseliten bland professionella tennisspelare. Han har senare inofficiellt rankats som nummer tre efter Bill Tilden och Karel Kozeluh efter säsongen 1932.
Bland meriterna kan nämnas singeltiteln i de franska professionella tennismästerskapen (French Pro) 1931 genom finalseger över landsmannen Robert Ramillon. Säsongen därpå var de båda åter i final i turneringen, denna gång med Ramillon som segrare. Plaa nådde finalen också 1934, men besegrades då av Bill Tilden. 
Säsongen 1932 vann han singeltiteln i de tyska professionella mästerskapen i tennis som spelades i Berlin. Han besegrade där både den tyske spelaren Hans Nüsslein och Bill Tilden.

## Spelaren och personen
Martin Plaa var en typisk baslinjespelare (se mer om det begreppet i artikeln Grundslag) som spelade grundslag med endast liten skruv men med stor precision. Hans största svaghet var smash som han ofta missade. Han var känd som en kortvuxen kämpastark ("fighting spirit) spelare. Han var också bekant för sitt ständiga leende ansiktsuttryck.   

## Titlar i Professionella tennismästerskap
- French Pro
  - Singel - 1931

### Webbkällor
1. ↑  Toledo Blade Mars 29, 1978

- Tennisserver, "Between the Lines" av Ray Bowers